# رون هانسن (روائي)
رون هانسن (بالإنجليزية: Ron Hansen)‏ (8 ديسمبر 1947، أوماها في الولايات المتحدة)؛ منتج أفلام، كاتب سيناريو وروائي أمريكي.

## روابط خارجية
- رون هانسن على موقع IMDb (الإنجليزية)
- رون هانسن على موقع قاعدة بيانات الفيلم (الإنجليزية)